# 溫特維爾 (喬治亞州)
溫特維爾（英語：Winterville）是一個位於美國喬治亞州克拉克縣的城市。

## 地理
溫特維爾的座標為33°58′00″N 83°16′54″W / 33.96667°N 83.28167°W，而該地的平均海拔高度為244米（即801英尺）。

## 人口
根據2010年美國人口普查的數據，溫特維爾的面積為6.90平方千米，當中陸地面積為6.90平方千米，而水域面積為0.00平方千米。當地共有人口1122人，而人口密度為每平方千米162人。